# Altay
Altay (Алтай) — турецкий основной боевой танк (ОБТ). Первый образец танка был представлен 11 мая 2011 года. «Алтай» должен заменить используемые ныне турецкой армией немецкие Леопард 1, Леопард 2 и американские M48 и M60.
Ожидаемая стоимость одного танка составит 5,5 млн долларов США; стоимость проекта разработки — 500 млн долларов США.

## История создания и производства
Танк был назван в честь генерала армии Фахреттина Алтая (1880—1974), который командовал 5-м кавалерийским корпусом во время войны за независимость Турции 1919—1923 годов.
В марте 2007 года между Секретариатом оборонной промышленности (SSM) Министерства обороны Турции и турецкой компанией Otokar было подписано соглашение о создании первого турецкого танка Altay. Контракт был подписан по итогам тендера, в котором участвовала также немецкая компания KMW.
В свою очередь, Otokar заключила соглашение в июле 2008 года с южнокорейской компанией Hyundai Rotem о совместной разработке нового танка и в создании новой боевой машины широко использовался опыт, накопленный корейцами при создании собственного танка «K2 Чёрная пантера». Стоимость данного соглашения составила $500 млн. По данным турецкой стороны, Altay на 60 % заимствовал технологии, использованные в K2. Тем не менее разработка проходила в рамках «Проекта производства современного танка с использованием национальных источников».
Первый образец танка был представлен общественности 11 мая 2011 года на выставке вооружений IDEF-2011, которая проходила в Стамбуле.
На первом этапе проекта было запланировано построить и испытать четыре опытных образца, первый из которых должен был приступить к испытаниям в 2015 году, после испытаний ожидалось получение заказа на серийное производство первой партии в количестве 250 единиц. 18 октября 2012 года в сети появились фото, свидетельствовавшее о начале испытаний танка. По словам Реджепа Эрдогана, Otokar опережал график создания танка на два года, и испытания танка планировались уже в 2013 году.
В марте 2015 года был заключён контракт между компаниями Tümosan и SSM (Savunma Sanayii Mustesarligi) стоимостью 190 млн евро на создание для Altay дизельного двигателя мощностью от 1500 до 1800 л. с. с иностранной технической помощью. В октябре 2015 года в качестве помощника по созданию двигателя была выбрана австрийская компания AVL List GmbH, которая должна была передать все технологии и права на созданный двигатель компании Tümosan, но в конце 2016 года AVL List GmbH получила запрет на это от австрийского правительства, после принятой резолюции[чьей?] по введению эмбарго на поставки оружия и военных технологий в Турцию. Таким образом соглашение о сотрудничестве между Tümosan и AVL List GmbH было расторгнуто в январе 2017 года, и как следствие, — 24 февраля договор между Tümosan и SSM на создание и серийное производство двигателя был расторгнут. На первые 250 серийных танков, как и на прототипы планировалось устанавливать немецкие двигатели компании MTU. Но возникли сложности с получением экспортной лицензии от Германии на поставку двигателей, подвески и ряда других систем танка. В результате было принято решение полностью переориентировать проект на турецкие мощности.
В ноябре 2018 года договор на производство танков Altay был подписан между Управлением оборонной промышленности Турции и одной из крупнейших турецких компаний по производству коммерческих и военных автомобилей BMC.
Параллельно с разработкой собственного двигателя компания BMC достигла договорённостей о поставке двигателей и трансмиссий с южнокорейскими компаниями Doosan Infracore и S&T Dynamics.
В мае 2021 года турецкие инженеры сообщили о создании собственного двигателя BATU для боевых машин.
Серийное производство танков Altay было намечено на конец 2020 года, а поставки на вооружение ВС Турции — в 2022 году. Ожидалось, что ВС Турции получат до 1000 танков четырьмя партиями: 40 в версии Altay T1; 210 в версии Altay T2; и оставшиеся двумя партиями в версии Altay T3. Однако из-за проблем с получением импортных мотора и трансмиссии реализация этого плана была перенесена.
Ходовые испытания танка Altay были проведены с апреля по декабрь 2022 года. В апреле 2023 года должны начаться испытания боевой машины Вооружёнными силами Турции. Они продлятся до конца 2024 года. Серийное производство планируется запустить в Анкаре. К 2025 году на вооружение турецкой армии должно поступить 250 танков версии T2.

## Описание конструкции
Первые серийные танки Altay будут комплектоваться южнокорейскими двигателями. Со второй половины 2026 года на танках будут устанавливаться турецкие двигатели.
По информации на май 2021 года, разработанная турецкими специалистами силовая установка BATU представляла собой 12-цилиндровый турбодизель V-образного типа, имеющий водяное охлаждение. Мощность двигателя — 1500 лошадиных сил, крутящий момент — 4600 Нм.
Известно о нескольких модификациях: Altay T1 базовая версия; Altay T2 версия с улучшенным бронированием и вооружением; Altay T3 версия c необитаемой башней и автоматом заряжания.

### Огневая мощь
Что касается огневой мощи танка Altay, вот некоторые его основные характеристики:
- Орудие: Altay оборудован 120-мм гладкоствольным пушкой, способной поражать как бронированные цели, так и живую силу противника на значительных дистанциях. Это мощное орудие, которое обеспечивает танку возможность эффективного поражения целей на больших расстояниях.
- Боекомплект: Он может перевозить разнообразные виды боеприпасов для своего орудия, включая противотанковые снаряды, высоковзрывные снаряды и другие типы, обеспечивая танку адаптированные возможности для различных боевых ситуаций.
- Системы управления огнем: Altay оборудован современными системами управления огнем, которые включают в себя прицельные устройства, тепловизоры, лазерные дальномеры и другие средства, обеспечивающие точность стрельбы даже в условиях ограниченной видимости или ночных операций.
- Вспомогательное вооружение: В дополнение к главному орудию, танк Altay также может быть оснащен пулеметами калибра 7,62 мм или 12,7 мм для обороны от пехоты и наземных угроз.

Таким образом, Altay представляет собой мощную платформу современной огневой мощи, способную эффективно выполнять широкий спектр боевых задач на современном поле боя.

### Защищённость
Altay оснащен современными системами активной и пассивной защиты, включая реактивные динамические бронепанели и системы обнаружения угроз, которые способствуют увеличению его выживаемости на поле боя.

## Галерея
- Танк Altay в апреле 2023 года
- Масштабная модель танка Altay

## Экспорт
- Турция заключила соглашение на поставку Катару до 100 танков Altay. Поставки будут проходить несколькими партиями: в течение 24 месяцев 40 танков (первый этап); остальные — после начала серийного производства для ВС Турции[9].